# Viersener Straße 123 (Mönchengladbach)

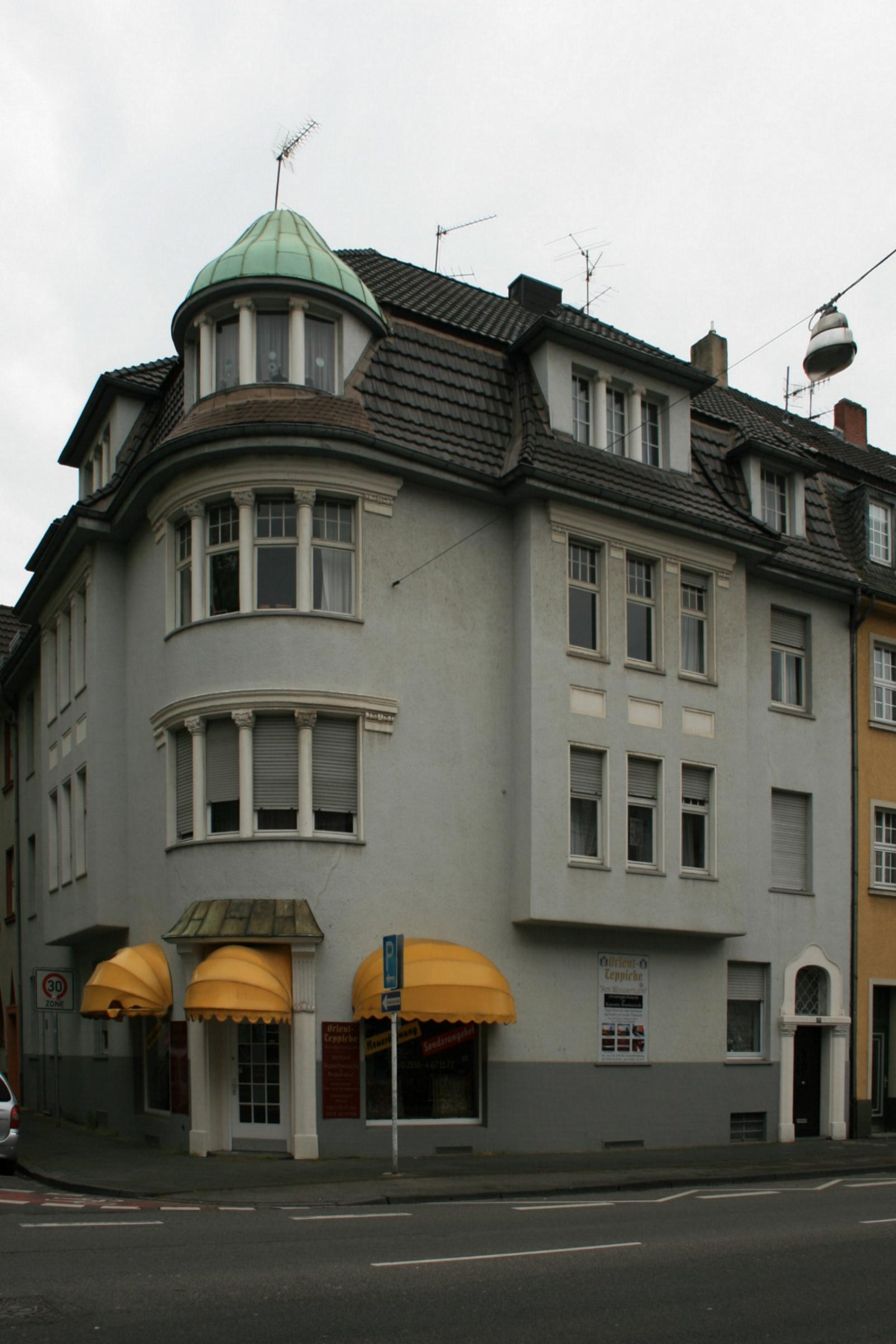
Wohnhaus (2010)

Das Wohnhaus Viersener Straße 123 steht in Mönchengladbach (Nordrhein-Westfalen) im Stadtteil Am Wasserturm.
Das Gebäude wurde 1905 erbaut und unter Nr. V 015 am 15. Dezember 1987 in die Denkmalliste der Stadt Mönchengladbach eingetragen.
Am 2. Oktober 2016 fiel das Haus einem Großbrand zum Opfer, der Brand brach im Dachgeschoss aus. Die Löscharbeiten trugen das übrige dazu bei, das Haus ist seitdem unbewohnbar.
Instandsetzungsarbeiten begannen, wurden aber dann doch nicht weiter ausgeführt.
Stand: 3. Mai 2017 – Sanierung wird derzeit weitergeführt Stand 06/2017 Fertigstellung ca. 08/2018

## Lage
Die Viersener Straße ist die alte Verbindung von Mönchengladbach nach Viersen, die gegen Ende des 19. Jahrhunderts gebaut wurde. Haus Nr. 123 bildet eine Eckbebauung an der Straße Am Neuen Wasserturm und Viersener Straße und gehört zu einer historischen Bebauung. 

## Architektur
Das 1912 errichtete Wohnhaus ist dreigeschossig und zeigt eine abgerundete Eckausbildung. Die Rauputzfassade zeigt neun ungleichwertige Fensterachsen. Das Objekt ist in Verbindung mit dem neuen Wasserturm sowie aus architektonischen und stadtbildnerischen Gründen schützenswert.